# Wray Downes
Rupert Arnold „Wray“ Downes (* 14. Januar 1931 in Toronto; † 19. März 2020 in Montréal) war ein kanadischer Jazzmusiker (Piano).

## Leben und Wirken
Downes erhielt seit dem Kindesalter zwölf Jahre klassischen Klavierunterricht. Als erster Kanadier studierte er mit einer British Empire (Overseas) Scholarship am Trinity College of Music in London, wo ihn Kinloch Anderson unterwies. 1952 begann er, während er am Pariser Konservatorium bei Lazare Lévy und Henri Lauth studierte, sich für Jazz zu interessieren. 1953 nahm er Unterricht bei Dizzy Gillespie und Mary Lou Williams. Während seiner weiteren Zeit in Frankreich spielte er mit Sidney Bechet, Buck Clayton und Bill Coleman (Jazz à Pleyel). Nachdem er Mitte des Jahrzehnts nach Kanada zurückgekehrt war, unterrichteten ihn Oscar Peterson und Neil Chotem. Dann arbeitete er als Hauspianist in der Town Tavern in Toronto, wo er mit Roy Eldridge, Coleman Hawkins, Clark Terry und Lester Young spielte. Er gehörte viele Jahre den Bands von Peter Appleyard und Dave Young an; außerdem arbeitete er auch mit Archie Alleyne-Frank Wright, Pete Magadini (Bones Blues), Buddy Tate (The Buddy Tate Quartet, 1980) und Dave Turner zusammen. Mit Terry tourte er 1980 durch die USA. Weiterhin begleitete er Ed Bickert sowie Reg Schwager und trat auch mit Don Thompson auf.
1978/79 nahm Downes für Sackville das Album Au Privave auf (mit Ed Bickert und Dave Young). 1995 entstand für Justin Time Records sein Album  For You… E, an dem Dave Young und Archie Alleyne mitwirkten. Nach Ansicht von Scott Yanow (Allmusic) erkennt man an seinen Interpretationen von Falling in Love with Love und Teach Me Tonight, dass Oscar Peterson sein wichtigstes Vorbild war. Im Bereich des Jazz war er laut Tom Lord zwischen 1952 und 1996 an 17 Aufnahmesessions beteiligt, u. a. auch mit Moe Koffman und Charles Biddle.
Ab 1990 unterrichtete er an der Concordia University.

## Lexikalischer Eintrag
- Mark Miller: Wray Downes. In: Barry Kernfeld (Hrsg.): The New Grove Dictionary of Jazz. 2nd edition.